# Bortigali
Bortigali is een gemeente in de Italiaanse provincie Nuoro (regio Sardinië) en telt 1502 inwoners (31-12-2004). De oppervlakte bedraagt 67,4 km², de bevolkingsdichtheid is 22 inwoners per km².
De volgende frazioni maken deel uit van de gemeente: Mulargia.

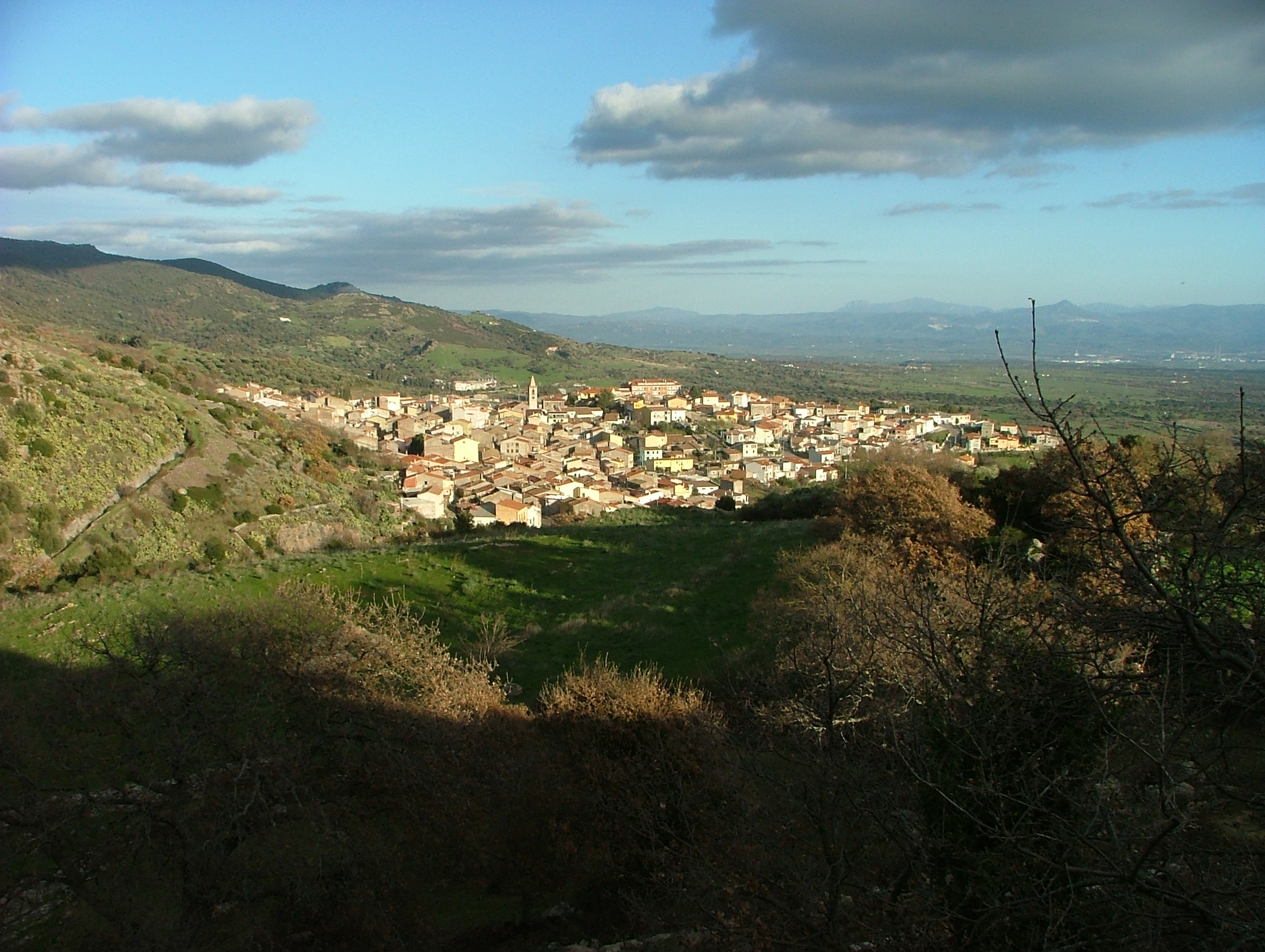
Bortigali
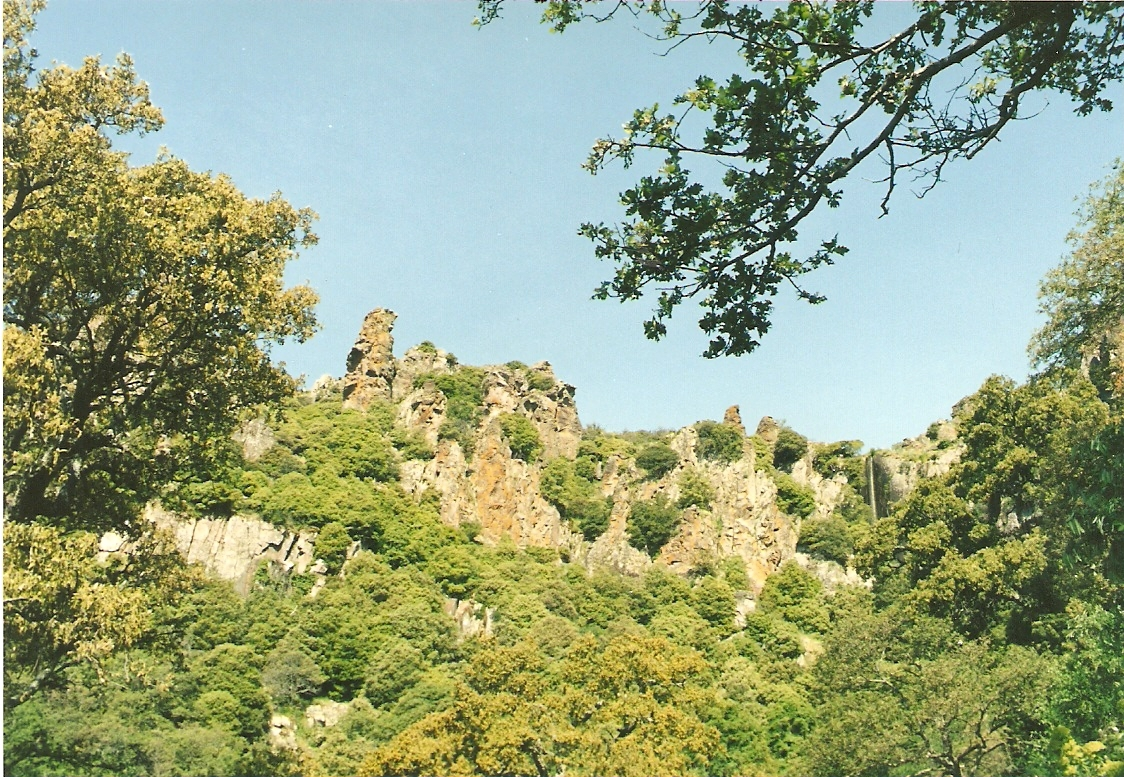
Rots van de heilige vader
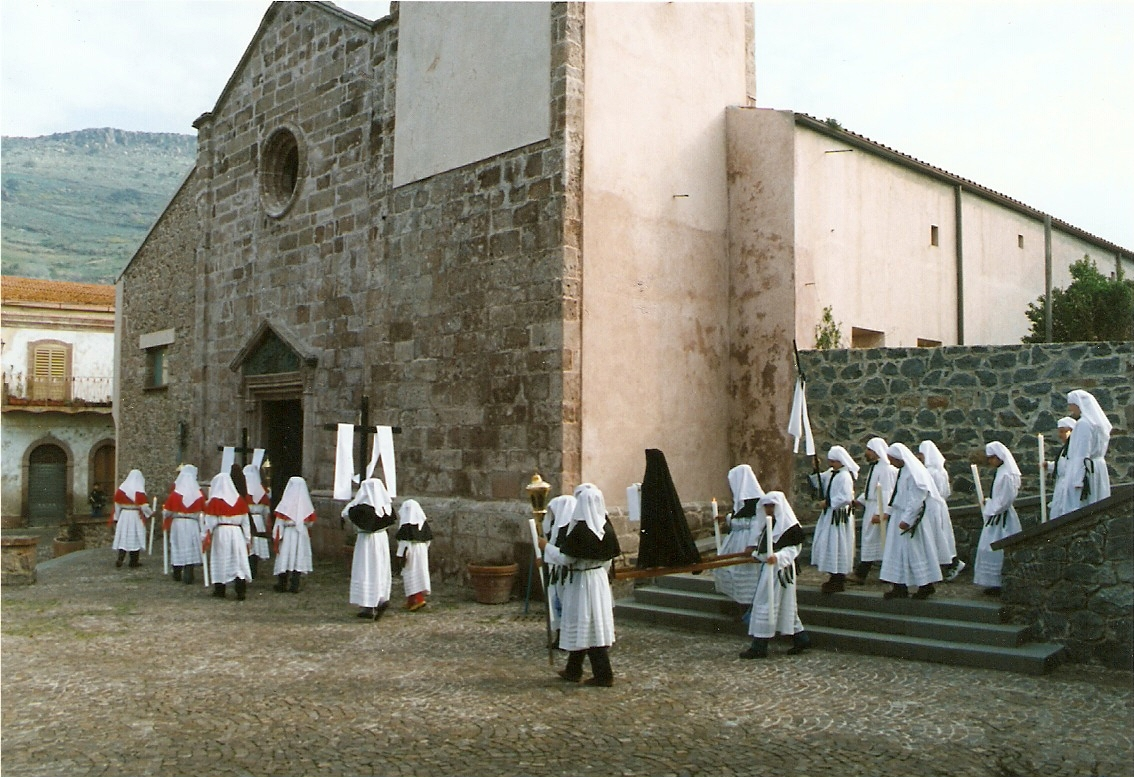
Kerk in Bortigali
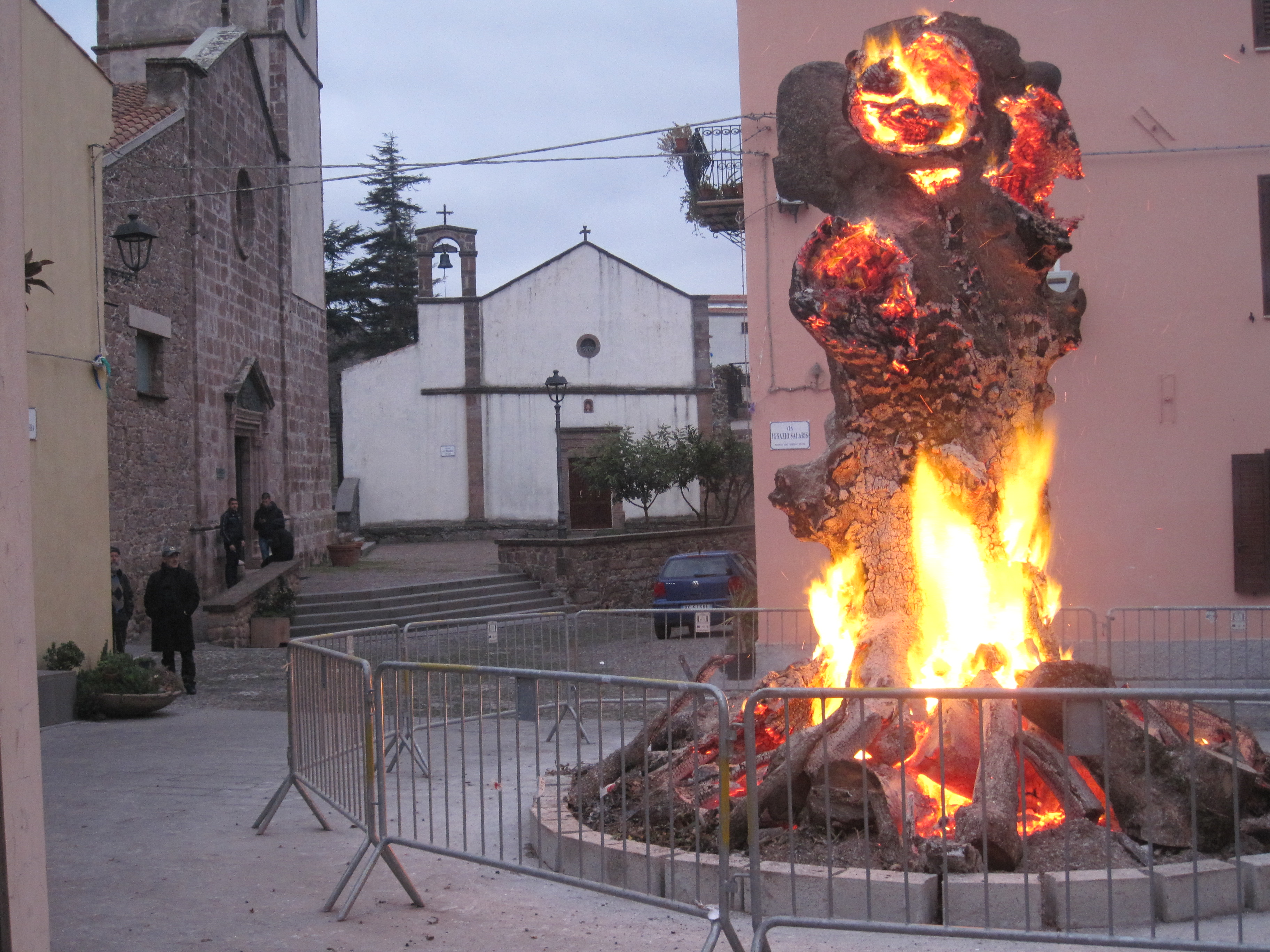
Vuur bij het feest van San Antonio Abate

## Demografie
Bortigali telt ongeveer 596 huishoudens. Het aantal inwoners daalde in de periode 1991-2001 met 10,4% volgens cijfers uit de tienjaarlijkse volkstellingen van ISTAT.
| Jaar | Inwoneraantal |
| ---- | ------------- |
| 1991 | 1723          |
| 2001 | 1543          |

## Geografie
De gemeente ligt op ongeveer 510 m boven zeeniveau.
Bortigali grenst aan de volgende gemeenten: Birori, Bolotana, Dualchi, Macomer, Silanus.
Aritzo · Atzara · Austis · Belvì · Birori · Bitti · Bolotana · Borore · Bortigali · Desulo · Dorgali · Dualchi · Fonni · Gadoni · Galtellì · Gavoi · Irgoli · Lei · Loculi · Lodine · Lodè · Lula · Macomer · Mamoiada · Meana Sardo · Noragugume · Nuoro · Oliena · Ollolai · Olzai · Onanì · Onifai · Oniferi · Orani · Orgosolo · Orosei · Orotelli · Ortueri · Orune · Osidda · Ottana · Ovodda · Posada · Sarule · Silanus · Sindia · Siniscola · Sorgono · Teti · Tiana · Tonara · Torpè
1. ↑  https://demo.istat.it/?l=it.